# Anemia schimperiana
Anemia schimperiana är en ormbunkeart. Anemia schimperiana ingår i släktet Anemia och familjen Anemiaceae.

## Underarter
Arten delas in i följande underarter:
- A. s. schimperiana
- A. s. wightiana